# Zhuge Pan
Zhuge Pan, in cinese 诸葛攀 (fl. III secolo), è stato un militare cinese,  nel periodo dei Tre Regni.

## Biografia
Figlio di Zhuge Qiao, alla sua morte divenne Protettore Provvisorio dell'esercito.
Suo padre, Qiao, era figlio di Zhuge Jin, ma venne adottato dallo zio Zhuge Liang, celebre stratega del Regno di Shu e scelto come successore. Tuttavia Qiao morì giovane poco tempo dopo. L'erede di Zhuge Liang divenne allora il nipote (adottivo) Pan, ma a causa dell'assassinio del figlio maggiore di Zhuge Jin, Zhuge Ke, e dei suoi figli e nipoti, non appena Zhuge Liang ottenne un figlio naturale, Zhuge Zhan, Zhuge Pan tornò ad essere l'erede di Zhuge Jin.